# Antonio Ortuño
Antonio Ortuño   (Zapopan, 1976) és un escriptor i periodista mexicà (de Milenio).

## Obres
- El buscador de cabezas (2006)
- Recursos humanos (2007)
- Ánima (2011)
- La fila india (2013)
- Méjico (2015)
- El rastro (2016)

## Premis
- Finalista del Premio Herralde de novela, 2007
- V Premio de narrativa breve Ribera del Duero, 2017[2]
- Premio Bellas Artes de Cuento Hispanoamericano Nellie Campobello, 2018[3]